# IC 2744
IC 2744 је лентикуларна галаксија у сазвјежђу Велики медвјед која се налази на листи објеката дубоког неба у Индекс каталогу.
Деклинација објекта је + 34° 21' 46" а ректасцензија 11h 21m 42,6s. Привидна величина (магнитуда) објекта IC 2744 износи 14,5 а фотографска магнитуда 15,5. IC 2744 је још познат и под ознакама MCG 6-25-52, CGCG 185-45, PGC 34833.